# موزه نیکلاس روریچ

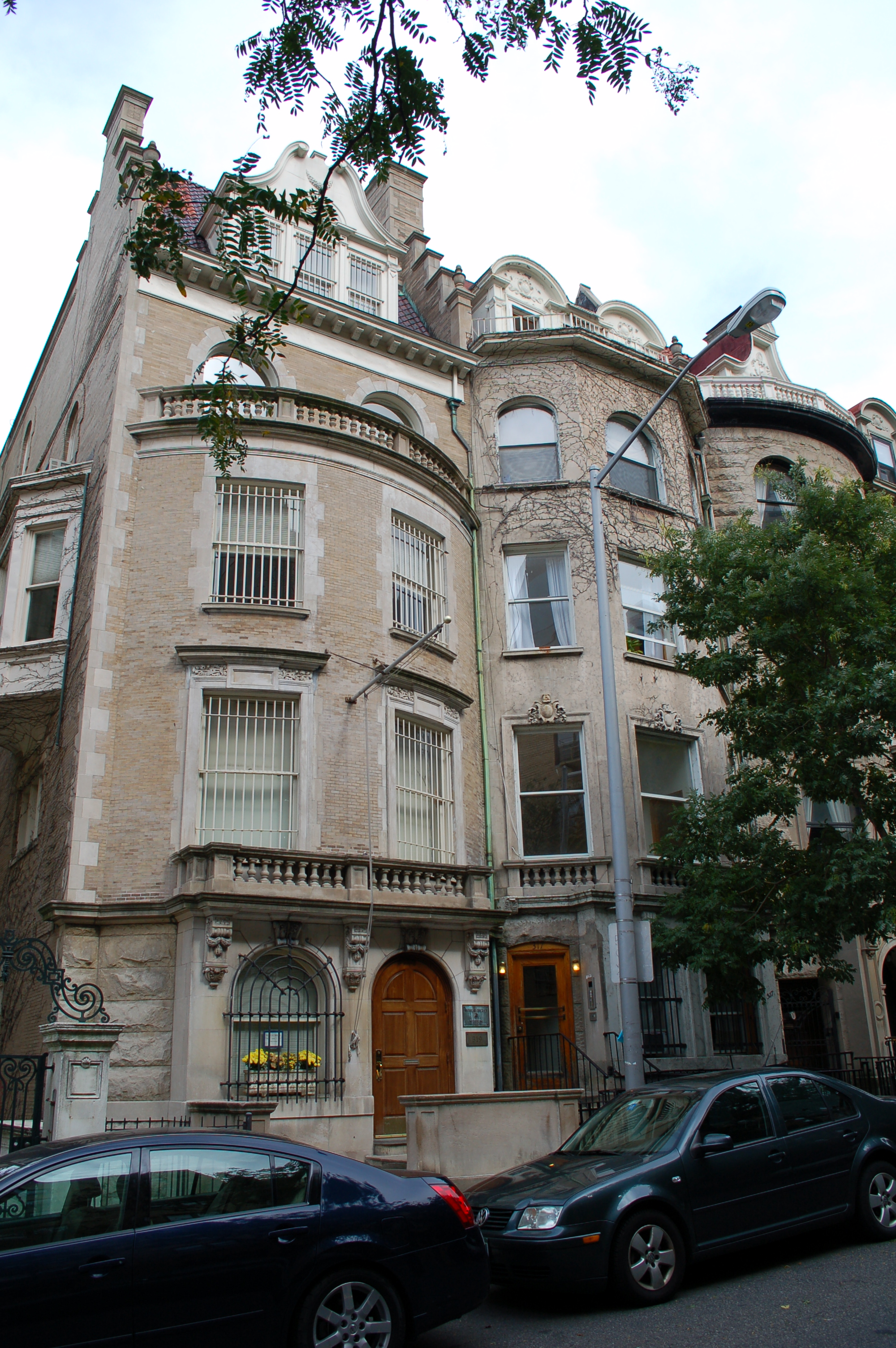
ساختمان موزه

موزه نیکلاس روریچ (به انگلیسی: Nicholas Roerich Museum) یا موزه نیکلای رریخ نام مکانی است که در شهر نیویورک به آثار نیکلاس روریچ، هنرمند روسی الاصل که آثارش بر مناظر طبیعت هیمالیا متمرکز بود، اختصاص دارد. این موزه با مصالح ساختمانی براون استون در آپر وست ساید منهتن واقع شده‌است. موزه در اصل در آسمان خراش ریورساید درایو که گذرگاهی خوش منظره شمال-جنوب در محله نیویورک سیتی منهتن است، قرار داشت و به‌طور ویژه برای روریچ در سال ۱۹۲۹ ساخته شد.
اگرچه این موزه توسط قوانین صادرات هند مختل شده‌است، اما شامل تقریباً ۲۰۰ اثر روریچ و همچنین مجموعه ای از اجناس آرشیوی است.